# مایکل کارتر (بازیکن فوتبال، زاده۱۹۶۰)
مایکل کارتر (انگلیسی: Michael Carter; ۱۸ آوریل ۱۹۶۰ – ۱۲ نوامبر ۲۰۱۸) بازیکن فوتبال بود.
از باشگاه‌هایی که در آن بازی کرده‌است می‌توان به باشگاه فوتبال هرفورد یونایتد اشاره کرد.